# Lauwerzijl
Lauwerzijl (Gronings: Lauwerziel of t Sieltje) is een dorp in de gemeente Westerkwartier in de Nederlandse provincie Groningen. Het dorp telt 195 inwoners (1 januari 2023). Tot 1990 behoorde het dorp tot de voormalige gemeente Oldehove, daarna tot 2019 tot de voormalige gemeente Zuidhorn.

## Geografie
Langs Lauwerzijl stroomt een verbindingskanaal, genaamd het Munnekezijlsterried. Dit water mondt bij de zogenaamde Friesche sluis ten zuidwesten van Zoutkamp uit in het Lauwersmeer, waar ze uitmondt in de Zoutkamperril. Daar vloeit het water van de rivier de Lauwers samen met dat van het Reitdiep.
De naam Lauwerzijl duidt erop dat het dorp in de buurt van een sluis in de Lauwers is ontstaan. Deze sluis werd in 1754 gebouwd bij de verplaatsing van het Munnekezijlsterried en werd ergens rond 1878 weer afgebroken toen de Polder Wieringa en Nieuwe Ruigezandsterpolder werden ingedijkt met de dijk tussen Nittershoek en Zoutkamp. Rond 1878 werd ook een houten brug 100 meter westelijker van de afgebroken sluis gelegd. Ergens in de 20e eeuw is deze vervangen door een stenen brug. De huidige brug stamt uit 2004.

## Geschiedenis
In 1877 werd er het gebied van de toenmalige gemeente Oldehove vergroot door inpoldering. Deze polder kreeg de naam Nieuwe Ruigezandsterpolder. De stad Groningen exploiteerde in deze polder zeven boerderijen ('plaats 1' tot 'plaats 7'; zie ook boerderij De Pol).
Vijf van deze boerderijen liggen aan de stadsweg, dezelfde weg waaraan Lauwerzijl is ontstaan. In 1879 werd het eerste huis gebouwd vlak naast de sluis. Dit huis was tevens winkel, café en doorrit met bijgebouwen. Omdat op de stadsboerderijen veel vraag was naar landarbeiders stelde de stad Groningen goedkope grond ter beschikking om woningbouw te stimuleren. Met de komst van arbeidersgezinnen groeide ook de vraag naar een school. Deze school kwam er uiteindelijk in 1922.
In 1929 werd het dorp bezocht door koningin Wilhelmina. Er werd ook aan landaanwinning gedaan in wat nu het Lauwersmeer heet, toen nog Lauwerszee. Dit gebied ligt 1,5 kilometer ten noorden van Lauwerzijl. De trap die getimmerd werd om de klim naar de top van de dijk te vergemakkelijken is er nog steeds en draagt de naam Koninginnetrap.
Door de jaren heen is het dorp niet veel gegroeid. De school (CBS 't Sielje) is in 1999 gesloten en gefuseerd met CBS De Regenboog uit Grijpskerk, nadat het leerlingenaantal al jaren onder de 30 leerlingen lag. Er is een vereniging dorpsbelangen die contacten onderhoudt met gemeente, provincie en andere instanties die de leefbaarheid in het dorp aangaan.
In 2003 is het laatste bestemmingsplan voltooid. Dit plan bevatte een herinrichting van het dorp en een rondweg eromheen om de leefbaarheid in het dorp te verbeteren. De drukke stadsweg is nu veranderd in een rustige dorpsweg. Tijdens de ontwikkeling van de plannen ontstond het idee om fruitbomen door het dorp te plaatsen. Dit idee is verder uitgewerkt door de vereniging dorpsbelangen Lauwerzijl, Landschapsbeheer Groningen en de gemeente Zuidhorn. In het dorp staan nu 80 fruitbomen en 40 fruitbomen op eigen erf van inwoners. Er werden ruim 30 verschillende appel-, peren- en kersenbomen en walnoten geplant.
Lauwerzijl is een klein dorp met een zeer actieve gemeenschap. Zo is er de Vereniging Dorpsbelangen en Stichting de Vrijwilliger die vele activiteiten organiseren.